# Henryk Sztompka
Henryk Sztompka (Bogusławce, cerca de Lutsk, Zarato de Polonia, 1 de abril de 1901 - Cracovia, 21 de junio de 1964) - fue un pianista polaco, galardonado en el I Concurso Internacional de Piano Fryderyk Chopin (1927) en Varsovia con el premio a la mejor interpretación de las Mazurcas.

## Biografía
Comenzó sus estudios de piano con Antoni Sygietyńsk en el Instituto de Música de Varsovia y más tarde en el Conservatorio de Varsovia bajo la tutela de Józef Turczyński, de donde se graduó con honores en 1926. Entre los años 1921-1922 también estudió en el Departamento de Filosofía de la Universidad de Varsovia.
El 24 de octubre de 1926 hizo su debut en la Filarmónica de Varsovia, donde interpretó el concierto para piano n.º 2 de Rajmáninov. Un año después tomará parte en la primera edición del Concurso Internacional de Piano Fryderyk Chopin, recibiendo el premio de la Radio Polaca a la mejor interpretación de las Mazurcas. En 1928 fue a París para recibir clases de Ignacy Jan Paderewski. Fue su alumno desde 1928 hasta 1932.
El 24 de enero de 1932 debutó en París interpretando la Fantasía polaca de Paderewski con el acompañamiento de la Orquesta Colonne, dirigida por Gabriel Pierné.
Entre 1933-1939 dio conciertos en Polonia invitado por Karol Szymanowski, Grzegorz Fitelberg,  la Organización de Movimiento Musical (ORMUZ), y la Radio Polaca. También realizó actuaciones en el extranjero, en Londres (donde hizo su debut con un recital de Chopin en la Sala Grotrian el 9 de marzo de 1934), París, Moscú, Bruselas, Liverpool, La Haya, Róterdam, Bucarest y Sofia.
Así mismo, colaboró con artistas como Ewa Bandrowska-Turska (soprano), Stanisława Korwin-Szymanowska (soprano), Jan Kiepura (tenor), Eugenia Umińska (violín).
Después de la Segunda Guerra Mundial regresó a los escenarios de Polonia y realizó también algunas giras de conciertos en el extranjero, actuando en Inglaterra, Austria, Bélgica, Bulgaria, República Checa, Dinamarca, Francia, Países Bajos, Islandia, Alemania, Suecia, Turquía, Hungría, Holanda y Rusia. Todas sus actuaciones se ganaron el reconocimiento del público y de la crítica.
La base del repertorio de Sztompka siempre fue la música de Chopin, cuyas interpretaciones fueron tomadas en muy alta estima. No obstante, también fue un intérprete muy valorado de Beethoven, Schumann, Debussy, Ravel, Rajmáninov, Szymanowski y Paderewski.
En 1957 grabó, para el sello Polskie Nagrania Muza, la colección completa de las Mazurcas y Nocturnos de Chopin. Muy valoradas son también sus grabaciones de la Polonesa en mi bemol menor Op. 26/2 (1932, 1949), y los Preludios de Chopin, Fantasía polaca de Paderewski, y el concierto de piano en do menor de Rajmáninov.
Fue al mismo tiempo un reputado profesor y pedagogo. Entre 1936 y 1939 fue jefe del departamento de piano en el Conservatorio de la Sociedad de Música de Pomerania en Toruń (actual Escuela de Música Karol Szymanowski de Toruń), enseñando de forma secreta durante la ocupación nazi.  Entre 1945 y 1964 enseñó piano en la Academia de Música de Cracovia, convirtiéndose en 1957 en el director del departamento del Piano y, desde 1957 hasta 1963, en el vicerrector de dicho centro. Algunos de sus estudiantes más destacados fueron Regina Smendzianka, Joachim Gudel, Andrzej Kurylewicz, Karol Tarnowski, Maria Korecka y Tania Achot-Haroutounian, más tarde ganadora del tercer premio en la VI edición del Concurso Internacional de Piano Fryderyk Chopin (1960).
También realizó algunas masterclasses de interpretación de las obras de Chopin en la Hochschule für Musik de Leipzig. Fue miembro del jurado de algunos de los concursos de piano más importantes a nivel internacional, entre los que se encuentran: Concurso Internacional de Piano Fryderyk Chopin en Varsovia (1949, 1955, 1960 - como vicepresidente del jurado), Concurso Long-Thibaud-Crespin en París (1953, 1955, 1959, 1961), en Río de Janeiro (1957), Concurso Internacional de Música Vianna da Motta en Lisboa (1957), Concurso Internacional de la Radiodifusión Alemana (ARD) en Múnich (1959, 1960), Concurso Internacional Chaikovski en Moscú (1958 - vicepresidente, 1962), Vercelli (1960) y Ginebra (1962).
Sus restos descansan en el Cementerio Rakowicki de Cracovia.